# نان و نمک (فیلم)
نان و نمک فیلمی به کارگردانی امیر شروان و نویسندگی کریم بهی محصول سال ۱۳۵۶ است.

## داستان
کمال و دوستانش عزت‌الله و شیرعلی به کار قاچاق مشغولند...

## بازیگران
- رضا بیک ایمانوردی
- شورانگیز طباطبایی
- علی میری
- اشرف ساغر
- محمود لطفی
- فرهاد حمیدی
- رفیع مددکار
- ابوالفضل لاله
- یدالله محمدی‌نژاد
- هوشنگ حمزه‌ای
- رحیم متین
- فرهاد خانمحمدی
- روبرت الویانا
- تقی موسوی
- اسماعیل
- محمود
- ژیلا شاهانی
- شهروز رامتین